# Music Unlimited Festival
Das Music Unlimited Festival ist ein internationales Festival für Jazz und Improvisierte Musik, das jährlich im Alten Schlachthof in Wels stattfindet. Für den ORF ist es das „Mekka für alle Freunde der Experimentalmusik“.

## Geschichte
Das Festival fand erstmals im November 1987 statt und wurde auf Vorschlag des Musikers und Musikwissenschaftlers Gunther Schneider „Music Unlimited“ benannt. In den Anfangsjahren wurden die zeitgenössischen improvisierenden und komponierenden Strömungen gegenübergestellt und auch die sogenannte Third-Stream-Bewegung als Möglichkeit zur Auflösung dieses scheinbaren Gegensatzes thematisiert. Prägend für die inhaltliche Ausrichtung des Festivals war zu diesem Zeitpunkt vor allem die New Yorker Downtown-Musikszene rund um John Zorn, Bill Frisell und Elliott Sharp, die ebendiese Offenheit im Zugang charakterisiert.
Seit 1993 wird das Festival in jedem zweiten Jahr von einem Musiker oder einer Band unter einem von diesen gewählten Thema kuratiert. Das dreitägige Festival wird jährlich vom Kulturverein Waschaecht in Zusammenarbeit mit Musikern organisiert und veranstaltet. Bisher haben mehr als 1000 Künstler in über 500 Bands und Formationen vom Soloprojekt bis zum 25-köpfigen Orchester auf dem Festival gespielt.
Präsentiert wird zeitgenössische Musik jenseits bekannter Hör- und Klanggewohnheiten: „Von Kammermusik bis Techno ist alles erlaubt, was sich abseits des Mainstreams bewegt.“ Wichtige Gäste und Begleiter des Festivals sind alle Kuratoren und insbesondere auch Künstler wie Clive Bell, Ken Vandermark, John Zorn, Evan Parker, Peter Brötzmann, Fred Frith, Mats Gustafsson, Satoko Fujii, Kent Kessler, Christof Kurzmann, Carla Kihlstedt, Lotte Anker und Okkyung Lee oder Bands wie Shellac, Dälek, Sleepytime Gorilla Museum und The Ex.
Das Festival präsentiert jedes Jahr auch einige Konzerte bei freiem Eintritt. Besucher kommen nicht nur aus der Region, sondern werden auch international angezogen.
Als Spielstätten vor allem für die Nachmittagskonzerte dienten im Lauf der Zeit unterschiedlichste Locations in und um Wels: Stadttheater, Minoriten, Kornspeicher, Medienkulturhaus, Im Pavillon, Soundtheatre, Programmkino, Evangelische Pfarrkirchen, Stadtpfarrkirche, Bildungshaus Puchberg.

## Liste der Festivalkuratoren | Festivaltitel
1991 Die Vorgeschichte: Fred Frith -
1993 Peter Hollinger | Hollingern -
1995 Jon Rose | Techno mit Störungen -
1997 Zeena Parkins | Z-Axis -
1999 Otomo Yoshihide | Mottomo Otomo -
2001 The Ex | Plezante Aangelegenheid -
2003 Mats Gustafsson | Swedish Silence and other Activities -
2005 Larry Ochs | The Gift -
2007 Carla Kihlstedt | Music for Hands and Mouths -
2009 Ikue Mori | Whispers and Cries -
2011 Peter Brötzmann | Long Story Short -
2013 Okkyung Lee | The most beautiful noise on earth -
2015 Christof Kurzmann | Charhizmatic Music -
2017 Mary Halvorson | Ribbons of Euphoria -
2019 Joe McPhee & Magda Mayas & Kazuhisa Uchihashi | Celebration 40.60.80 -
2022 ... announcment march 2022

## Diskografische Hinweise

### CDs und LPs
- 1995 – Jon Rose – Techno mit Störungen (Plag dich nicht, PDN 002)
- 1996 – Peter Brötzmann, Maleem Mahmoud Ghania, Hamid Drake – The „Wels“ Concert (Okka Disk, OD12013)
- 1996 – Orchester 33 1/3 – Orchester 33 1/3 (Plag Dich Nicht, PDN 006)
- 1998 – DKV Trio – Live in Wels & Chicago (Okka Disk, OD12030)
- 1998 – Dafeldecker / Kurzmann / Fennesz / O’Rourke / Drumm / Siewert – Dafeldecker / Kurzmann / Fennesz / O’Rourke / Drumm / Siewert (Charhizma, cha002)
- 1999 – Various – Mottomo Otomo, Unlimited XIII (Trost Records, TR 076)
- 1999 – Otomo Yoshihide – Mira Ni Naru Made / My Dear Mummy (Charhizma, cha017)
- 1999 – Poire_z – Presque_Chic (Sonoris, SON-42)
- 2000 – Incapacitants – Live Incapacitants (Alchemy Records, ARCD-123)
- 2004 – Beñat Achiary – The Seven Circles – Dedicated to Peter Kowald (FMP, FMP CD 128)
- 2005 – Joe McPhee – Everything Happens for a Reason (Roaratorio, ROAR 09)
- 2007 – Dafeldecker / Kurzmann / Tilbury / Wishart – Dafeldecker / Kurzmann / Tilbury / Wishart (Mikroton Recordings, MIKROTON CD 4)
- 2007 – Carla Kihlstedt & Satoko Fujii – Minamo (Henceforth Records, 105)
- 2011 – Various – Long Story Short (Trost Records, TR 112)
- 2013 – DKV Trio + Gustafsson, Nilssen-Love & Pupillo – Schl8hof (Trost Records, TR 125)
- 2020 - Sainkho Namtchylak, Ned Rothenberg, dieb13 (Klanggalerie, CDGG 339)
- 2021 - Magda Mayas' Filamental - Confluence (Relative Pitch Records, RPR1120)

### DVDs
- 2011 – Various – Unlimited 23 (PanRec, PANDVD04P)
- 2013 – The Peter Brötzmann Chicago Tentet plus Yoshihide Otomo, Michiyo Yagi, Toshinori Kondō & Akira Sakata – Concert for Fukushima Wels 2011 (Trost Records, TR 114)
- 2013 – Phil Minton / Dieb13 – Im Pavillon (PanRec, PANDVD09)